# حادثة هانجنبيرج
حادثة هانجنبيرج هي حادثة أحيائية حدثت في نهاية حقبة فيمينيان (العصر الديفوني المتأخر) مرتبطة بانقراضات العصر الديفوني المتأخر، ولقد كانت حادثة نقص أكسجين اتسمت بوجود السجيل الزيتي. وقد اُقترح أن هذا كان مرتبطًا بانخفاض سريع في مستوى البحر بفعل المرحلة الأخيرة من العصر الجليدي بنصف الكرة الأرضية الجنوبي بالعصر الديفوني. كما اُقترح أن هذا كان مرتبطًا بزيادة في الغطاء النباتي للأرض، مما أدى إلى زيادة تدفق العناصر الغذائية في الأنهار. وربما يكون قد أدى هذا إلى تتريف البحار فوق القارية شبه المحصورة وإلى إثارة انتشار الطحالب.
لقد جاءت التسمية من سجيل هانجينبيرج، وهو جزء من تسلسل يباعد الحدود الكربونية الديفونية، عن الكتل الصخرية الراينية في ألمانيا.